# LGA 1200
LGA 1200 — роз'єм для мікропроцесорів Intel, сумісний з мікропроцесорами лінійки Comet Lake, яка вийшла у другому кварталі 2020 року. 
LGA 1200 розроблений як заміна LGA 1151 (відомий як Socket H4). LGA 1200 — кріплення наземної сітки (LGA) з 1200 контактами. Він використовує модифікований дизайн LGA 1151, на якому є ще 49 штифти, покращуючи подачу живлення та пропонуючи підтримку майбутніх додаткових функцій вводу-виводу.
За даними Gigabyte, її материнські плати на базі чипсету Intel Z490 підтримують майбутні невипущені та поки офіційно не анонсовані процесори 11-го покоління Intel Rocket Lake CPU. Інші постачальники материнських плат не підтвердили та не спростували цю інформацію.

## Радіатор
4 отвори для кріплення радіатора до материнської плати розміщені у формі квадрату з бічною довжиною 75 мм для роз'ємів Intel LGA 1156, LGA 1155, LGA 1150, LGA 1151 і LGA 1200. Тому охолоджувальні пристрої повинні бути взаємозамінними.

## Чипсети Comet Lake (серія 400)
|                                                                             | H410 [Архівовано 26 жовтня 2021 у Wayback Machine.]                                | B460 [Архівовано 25 жовтня 2021 у Wayback Machine.]                                | H470 [Архівовано 28 жовтня 2021 у Wayback Machine.]                                | Q470 [Архівовано 27 жовтня 2021 у Wayback Machine.]                                | Z490 [Архівовано 27 жовтня 2021 у Wayback Machine.]                                | W480 [Архівовано 27 жовтня 2021 у Wayback Machine.]                                |
| --------------------------------------------------------------------------- | ---------------------------------------------------------------------------------- | ---------------------------------------------------------------------------------- | ---------------------------------------------------------------------------------- | ---------------------------------------------------------------------------------- | ---------------------------------------------------------------------------------- | ---------------------------------------------------------------------------------- |
| Розгін                                                                      | Thermal limits CPU overclocking is offered by ASRock, ASUS and MSI                 | Thermal limits CPU overclocking is offered by ASRock, ASUS and MSI                 | Thermal limits CPU overclocking is offered by ASRock, ASUS and MSI                 | Ні                                                                                 | Так                                                                                | Ні                                                                                 |
| Підтримка процесорів                                                        | Comet Lake S / За чутками: Rocket Lake                                             | Comet Lake S / За чутками: Rocket Lake                                             | Comet Lake S / За чутками: Rocket Lake                                             | Comet Lake S / За чутками: Rocket Lake                                             | Comet Lake S / За чутками: Rocket Lake                                             | Десктопні процесора Xeon W Comet Lake                                              |
| Підтримка пам'яті                                                           | Двоканальний DDR4-2666 або DDR4-2933, до 128GiB за допомогою 32GiB модулів пам'яті | Двоканальний DDR4-2666 або DDR4-2933, до 128GiB за допомогою 32GiB модулів пам'яті | Двоканальний DDR4-2666 або DDR4-2933, до 128GiB за допомогою 32GiB модулів пам'яті | Двоканальний DDR4-2666 або DDR4-2933, до 128GiB за допомогою 32GiB модулів пам'яті | Двоканальний DDR4-2666 або DDR4-2933, до 128GiB за допомогою 32GiB модулів пам'яті | Двоканальний DDR4-2666 або DDR4-2933, до 128GiB за допомогою 32GiB модулів пам'яті |
| Максимум слотів DIMM                                                        | 2                                                                                  | 4                                                                                  | 4                                                                                  | 4                                                                                  | 4                                                                                  | 4                                                                                  |
| Максимум портів USB 2.0                                                     | 10                                                                                 | 12                                                                                 | 14                                                                                 | 14                                                                                 | 14                                                                                 | 14                                                                                 |
| Конфігурація портів USB 3.2                                                 | До 4 Gen 1x1 (5Gb/s)                                                               | До 8 Gen 1x1 (5Gb/s)                                                               | До 4 Gen 2x1 (10Gb/s) До 8 Gen 1x1 (5Gb/s)                                         | До 6 Gen 2x1 (10Gb/s) До 10 Gen 1x1 (5Gb/s)                                        | До 6 Gen 2x1 (10Gb/s) До 10 Gen 1x1 (5Gb/s)                                        | До 8 Gen 2x1 (10Gb/s) До 10 Gen 1x1 (5Gb/s)                                        |
| Максимальна к-ть портів SATA 3.0                                            | 4                                                                                  | 6                                                                                  | 6                                                                                  | 6                                                                                  | 6                                                                                  | 8                                                                                  |
| Processor PCI Express v3.0 configuration                                    | 1 x 16                                                                             | 1 x 16                                                                             | 1 x 16                                                                             | 1x16 or 2x8 or 1x8+2x4                                                             | 1x16 or 2x8 or 1x8+2x4                                                             | 1x16 or 2x8 or 1x8+2x4                                                             |
| PCH PCI Express configuration                                               | 6                                                                                  | 16                                                                                 | 20                                                                                 | 24                                                                                 | 24                                                                                 | 24                                                                                 |
| Independent Display Support (digital ports/pipes)                           | 2                                                                                  | 3                                                                                  | 3                                                                                  | 3                                                                                  | 3                                                                                  | 3                                                                                  |
| Integrated Wireless (802.11ax)                                              | Ні                                                                                 | Ні                                                                                 | Intel® Wi-Fi 6 AX201*                                                              | Intel® Wi-Fi 6 AX201*                                                              | Intel® Wi-Fi 6 AX201*                                                              | Intel® Wi-Fi 6 AX201*                                                              |
| Підтримка SATA RAID 0/1/5/10                                                | Ні                                                                                 | Так                                                                                | Так                                                                                | Так                                                                                | Так                                                                                | Так                                                                                |
| Підтримка пам'яті Intel Optane                                              | Ні                                                                                 | Так                                                                                | Так                                                                                | Так                                                                                | Так                                                                                | Так                                                                                |
| Технологія Intel Smart Sound [Архівовано 28 жовтня 2020 у Wayback Machine.] | Ні                                                                                 | Так                                                                                | Так                                                                                | Так                                                                                | Так                                                                                | Так                                                                                |
| Підтримка технологій Active Management, Trusted Execution та vPro           | Ні                                                                                 | Ні                                                                                 | Ні                                                                                 | Так                                                                                | Ні                                                                                 | Так                                                                                |
| TDP чипсету                                                                 | 6W                                                                                 | 6W                                                                                 | 6W                                                                                 | 6W                                                                                 | 6W                                                                                 | 6W                                                                                 |
| Літографія чипсету                                                          |                                                                                    |                                                                                    |                                                                                    |                                                                                    |                                                                                    |                                                                                    |
| Дата випуску                                                                | ІІ квартал 2020                                                                    | ІІ квартал 2020                                                                    | ІІ квартал 2020                                                                    | ІІ квартал 2020                                                                    | ІІ квартал 2020                                                                    | ІІ квартал 2020                                                                    |

* залежить від реалізації OEM